# I Play: 3D Tennis
I Play: 3D Tennis is een Computerspel dat werd ontwikkeld en uitgegeven door Simulmondo. Het spel kwam in 1992 uit voor Commodore Amiga, Commodore 64 en DOS. 

## Platforms
| Platform     | Jaar |
| ------------ | ---- |
| Amiga        | 1992 |
| Commodore 64 | 1992 |
| DOS          | 1992 |